# Destructoid
Destructoid ist eine Website, die im März 2006 von Yanier Gonzalez, einem kubanisch-amerikanischen Cartoonisten und Autor, als Blog für Videospiele gegründet wurde. Die Webseite ist Teil des Enthusiast-Gaming-Netzwerks.

## Inhalt und Funktionen
Destructoid unterteilt sich in die Sektionen Nachrichten und Reviews, Benutzerblogs, Videos, den Foren- und Chatbereich, den Marktplatz und dem Bereich, um Mitglieder zum Gegeneinanderspielen zu finden. Destructoid produzierte außerdem mehrere Webvideo- und Livestreamformate auf Seiten wie Twitch. Im Schnitt werden ca. 50 Artikel pro Tag veröffentlicht.

## Geschichte
Destructoid wurde von Yanier Gonzalez gegründet, damit er als Pressevertreter an der Electronic Entertainment Expo (E3) im Jahr 2006 teilnehmen konnte. Nachdem Gonzalez abgelehnt worden war, begann er Leitartikel zu schreiben und Cartoons zu zeichnen, die von etablierten Gaming-Blogs wie Joystiq und Kotaku aufgegriffen wurden. Im Jahr 2007 wurde die Website mit Benutzerblogs, Foren und einem Team von Autoren neu gestartet. In dieser Form besteht die Seite bis heute. 2017 wurde die Seite von Enthusiast Gaming gekauft. 2017 wurde die Website vom Enthusiast-Gaming-Netzwerk aus Toronto übernommen.

## Außenwahrnehmung
Die Webseite ist für das Roboter-Maskottchen bekannt und nach der E3 wurde Gonzalez als Mr. Destructoid bekannt. Die Webseite ist nach dem Alexa-Rang die 14.008 meistaufgerufene Seite im Internet.

### Spendenaktionen
2008 startete der Autor Jim Sterling einen per Live-Streaming übertragenen Gaming-Marathon, bei dem 3000 US-Dollar für junge krebskranke Patienten gespendet wurden. Die Aktion wurde 2009 von dem Autor Niero fortgesetzt und dabei kamen 4835 US-Dollar zusammen. 2010 startete die Seite einen 24-Stunden-Gaming-Marathon für die Organisation Extra Life, bei dem 6000 US-Dollar für Kinderkrankenstationen in Texas gesammelt wurden. 2011 wurde die Aktion fortgesetzt. Diesmal kam eine Summe von 6909 US-Dollar zusammen.
2012 wurden in einem 56-stündigen Livestream von Destructoid 7000 US-Dollar für Habitat for Humanity gesammelt.

### Präsenz in Computerspielen
Destructoid bzw. das Maskottchen Mr. Destructoid wird in mehreren Computerspielen und Computerspielmedien verwendet:
- So kündigte 2007 Hudson Entertainment an, dass Mr. Destructoid ein spielbarer Charakter in Bomberman Live auf der Xbox 360 sein wird. Mr. Destructoid erschien ebenfalls als spielbarer Charakter in Bomberman Ultra auf der PlayStation 3 (der Portierung des Spiels für die PS3).[9][10]
- 2016 fügte Microsoft ein Mr.-Destructoid-Outfit für Avatare im Xbox-Live-Marktplatz ein.[11]
- 2016 wurde die Mr.-Destructoid-Flagge ebenfalls in Rocket League ergänzt.[12]
- Kapitel 2–18 in Super Meat Boy heißen Destructoid.
- Mr. Destructoid ist ein Emoji auf Twitch[13]
- Zudem wurde das Maskottchen in mehreren mobilen Spielen und Browserspielen wie Arcade Jumper, BiteJacker oder Burgertime eingefügt.[14][15]

### Nominierungen und Auszeichnungen
| Jahr | Auszeichnung                                                        | Nominiert für                           | Resultat  | Beleg  |
| ---- | ------------------------------------------------------------------- | --------------------------------------- | --------- | ------ |
| 2007 | Games Media Awards                                                  | Non-Commercial Website or Blog Finalist | Nominiert | [ 16 ] |
| 2009 | Webby Award                                                         | Best Games-Related Website              | Nominiert | [ 17 ] |
| 2009 | Auszeichnung der International Academy of Digital Arts and Sciences | Best Games-Related Website              | Nominiert | [ 17 ] |